# Руска Америка
Руска Америка (1799 – 1867) е колония на Руската империя, включваща нейните владения в Северна Америка.
В нейния състав влизат Аляска, Алеутските острови, Александровия архипелаг и населените места на юг по тихоокеанското крайбрежие на съвременните Съединени американски щати чак до Форт Рос в щата Калифорния.
През 1784 г. експедиция под командването на Григорий Шелихов (1747 – 1795) се установява на Алеутските острови. През 1799 г. Шеликов и Николай Резанов учредяват Руско-американската компания с управител Александър Баранов (1746 – 1818). Компанията се занимава с лов на морски видри и търговия с кожи с козина, основава фактории в региона.
От 1808 г. столица на Руска Америка е Нови Архангелск (или Новоархангелск, дн. Ситка в Аляска. Управлението на Руска Америка се осъществява от Иркутск, като колонията е официално под юрисдикцията на Сибирското генерал-губернаторство, по-късно (от 1822 г.) – на генерал-губернаторство Източен Сибир.
Населението на руските колонии в Америка достига 40 000 души, сред които доминират алеутите. Най-южното руско селище в Америка, където руски колонисти изграждат свой търговски пост, е Форт Рос, на 80 км северно от Сан Франциско, Калифорния. По-нататъшното им напредване на юг е попречено от испански и (по-късно) мексикански заселници.
Във Форт Рос през 1824 г. е подписана руско-американска конвенция за определяне на южната граница на земите на Руската империя в Аляска на ширина 54°40'N. Конвенцията потвърждава владението и собствеността на Съединените щати и Великобритания (до 1846 г.) в Орегон.
През 1824 г. е подписана и англо-руска конвенция за определяне на границите на владенията на тези 2 империи в Северна Америка. Съгласно тази конвенция руските владения са по западния бряг на Северна Америка по бреговата полоса, включваща цялата брегова ивица без тази между 54°N и 60°N, така че днешният излаз на Канада на Тихоокеанското крайбрежие (чрез провинция Британска Колумбия) се дължи на това споразумение. Руско-британската граница не е права линия (както е границата на Аляска и Юкон) и изключително мъчно установима.
През януари 1841 г. Форт Рос е продаден на мексиканския гражданин Джон Сатер, а през 1867 г. е извършена покупката на Аляска от САЩ за 7,2 милиона долара.

## Управление
Административно, тази колония на Руската империя, се е управлявала от град Охотск. Колонията е разделена на отдели, които се ръководят от служби. Когато руско-американската компания е създадена през 1798 г., имаше четири мяста за управление: Кадьякская; Курильская; Уналашкинская; Уратская (в Охотск).

## Памет
Ежегодно града Форт-Росс, се посещава от над 150 000 души. Причината за това са културни мероприятия,свързани в народната и духовната култура на първите руски заселници. В периода 1990 - 1991-ва година руската банка пуска серия банкноти „250 години Руска Америка“.

### Топоними,свързани с руски имена
- Архипелаг Александра
- Остров Баранов
- Пролив Шелихов
- Вулкан Вениаминов
- Остров Прибилов
- Остров Шумагин